# Enuresis nocturna
Enuresis nocturna of enuresis is het onwillekeurig urineren, meestal tijdens de slaap. Het verschijnsel wordt ook wel bedplassen of bedwateren genoemd. 
Normaal krijgen kinderen tijdens hun ontwikkeling steeds meer beheersing over hun blaas vanaf het moment dat hun ouders hen leren zindelijk te zijn. Meestal hebben kinderen vanaf de leeftijd van vijf jaar geen last meer van bedwateren. Het komt echter voor dat het bedplassen ook na die leeftijd nog blijft doorgaan. Men spreekt dan van primaire enurese. Als het kind al een tijd zindelijk is geweest en daarna weer gaat bedplassen, noemt men dit secundaire enurese. In dit laatste geval kan er sprake zijn van urineweginfecties, suikerziekte of algemene ziekte, maar er kan ook sprake zijn van stress. Het komt voor dat een kind dat ongebruikelijke en hoge spanning ervaart weer gaat bedplassen.
De behandeling van primaire enurese bestaat meestal uit verdere zindelijkheidstraining, bijvoorbeeld met een plaswekker. Bij secundaire enurese is het van belang om eerst de oorzaak te achterhalen. 
Als er stress of een psychisch probleem ten grondslag aan de enurese ligt, spreekt men van een ontwikkelingsstoornis. Het DSM-IV geeft de volgende criteria:
- Herhaaldelijke urinelozingen in bed of kleding (onwillekeurig of opzettelijk).
- Het gedrag is klinisch van belang: het komt twee keer per week of vaker voor gedurende minimaal drie opeenvolgende maanden of er treedt een klinisch duidelijk probleem op in de sociale omgang, op school of op andere belangrijke terreinen.
- De leeftijd is minimaal vijf jaar (of een vergelijkbaar ontwikkelingsniveau).
- Het gedrag is niet uitsluitend het gevolg van inname van een substantie (bijvoorbeeld een laxeermiddel) of een somatische ziekte (bijvoorbeeld suikerziekte, spina bifida, stuipen).

## Behandeling
Een Cochrane review van 2020 onderzocht het gebruik van een alarmtraining bij bedwateren. Bij deze behandeling gaat er een alarm af wanneer urine in aanraking komt met een sensor. Deze sensor wordt in het bed geplaatst of wordt bevestigd in de slaapkleding. De review bestudeerde 74 onderzoeken met in totaal 5983 kinderen tussen 5 en 16 jaar. Meestal bestond het alarm uit een auditief signaal maar ook vibratie of elektrische schok werden gebruikt. Het gebruik van de alarmtraining werd vergeleken met bedwateren waar geen interventie werd gebruikt (of bij personen op een wachtlijst), met placebo of actieve medicatie, gedragsinterventie of andere soorten alarminterventies.  In de conclusie meldt deze review dat de alarmtraining lijkt te werken om bedwateren te verminderen maar het blijft onzeker of dit nu beter werkt dan andere interventies. Wanneer de alarmtraining als bijkomende behandeling wordt gebruikt, kan deze effectiever zijn.